# Asticta dilutior
Asticta dilutior är en fjärilsart som beskrevs av Embrik Strand 1892. Asticta dilutior ingår i släktet Asticta och familjen nattflyn. Inga underarter finns listade i Catalogue of Life.